# Cosmos 1867
Cosmos 1867 (en russe : Космос 1867) est un satellite de reconnaissance océanique radar RORSAT à alimentation nucléaire lancé par l’Union soviétique le 10 juillet 1987. Il a été placé sur orbite à environ 800 km. Sa mission était de surveiller les océans pour les navires militaire et commerciaux, et il a opéré pendant environ onze mois,,,.

## Description
Cosmos 1867 fut lancé par une fusée Tsiklon-2 depuis le cosmodrome de Baïkonour et placé sur une orbite à 800 km au-dessus de la surface de la Terre avec une inclinaison de 65 ° et une période de 100,8 minutes,,.
Le satellite était alimenté par un réacteur nucléaire TOPAZ 1. Ce réacteur était refroidi par du métal liquide sodium-potassium (NaK) et utilisait du combustible hautement enrichi et un modérateur à haute température contenant de l'hydrogène. Le réacteur produisait de l'électricité via un convertisseur thermoïonique. Le satellite utilisait aussi un propulseur à effet Hall Plazma-2 SPT,.
La mission de Cosmos 1867 était de rechercher des navires de guerre et de commerce. Contrairement aux satellites soviétiques RORSAT précédents, Cosmos 1867 et son jumeau Cosmos 1818, furent envoyés sur des orbites élevées. Cela atténuait les risques d'accident avec une rentrée incontrôlée de matières radioactives, comme ce fut le cas avec Cosmos 954 et Cosmos 1402, qui dispersèrent sur la Terre des débris radioactifs.
En 1992, Cosmos 1867 avait une magnitude apparente de 3,3 environ.
Cosmos 1867 subit des dommages générant plusieurs fragments de débris spatiaux. Une fuite du métal liquide NaK issue du tube de refroidissement est soupçonnée, comme pour Cosmos 1818 en 2008. Le 8 avril 2014, le réseau de surveillance spatiale des États-Unis signala 11 nouveaux objets, plus 24 autres le 15 avril 2014[réf. nécessaire]. Il est possible que le tube de refroidissement se soit fissuré en raison de contraintes thermiques dues au chauffage solaire répété, ou bien à cause d'un impact.